# Arhynchobatis asperrimus
Arhynchobatis asperrimus е вид хрущялна риба от семейство Arhynchobatidae.

## Разпространение и местообитание
Видът е разпространен в Нова Зеландия (Северен остров и Южен остров).
Среща се на дълбочина от 193,5 до 1070 m, при температура на водата от 6,7 до 14,5 °C и соленост 34,5 – 35,3 ‰.

## Описание
На дължина достигат до 75 cm.